# Soraluze-Placencia de las Armas
Soraluze-Placencia de las Armas község Spanyolországban, Gipuzkoa tartományban. Soraluze-Placencia de las Armas Eibar, Elgoibar és Bergara községekkel határos. Lakosainak száma 3810 fő (2024).

## Népesség
A település népessége az utóbbi években az alábbiak szerint változott:
| Lakosok száma | 4181 | 4158 | 4098 | 3990 | 3995 | 3991 | 3944 | 3883 | 3903 | 3810 |
|               | 2001 | 2004 | 2006 | 2009 | 2011 | 2014 | 2016 | 2019 | 2021 | 2024 |